# نوشیدنی‌های سفید ایرلندی
نوشیدنی‌های سفید ایرلندی (به انگلیسی: White Irish Drinkers) یک فیلم درام آمریکایی محصول سال ۲۰۱۰ به نویسندگی و کارگردانی جان گری و با بازی نیک پریستون و جفری ویگدور است.

## خلاصه داستان
بروکلین، ۱۹۷۵: برادران برایان و دنی لری به دنبال راهی برای خارج شدن از محله طبقه کارگر خود هستند، بنابراین آنها پیمانی را برای سرقت یک تئاتر محلی در شب کنسرت رولینگ استونز می‌بندند.
این فیلم به‌طور سینمایی در تاریخ ۲۹ مارس ۲۰۱۱ اکران شد.

## توضیحات اضافه
این فیلم از زمان برتر شدن در تورنتو، جوایز جشنواره‌های فیلم‌های منهتن، شیکاگو یونایتد و ووداستاک را کسب کرده‌است. این فیلم همچنین فینالیست برای دریافت جایزه نبوغ جشنواره گوتام بود.